# 堕胎罪
堕胎罪（だたいざい）は、人間の胎児を堕胎させたものに適用される罪名。日本においては、刑法第2編第29章の堕胎の罪（刑法212条 - 刑法216条）に規定される。1869（明治2）年の堕胎禁止に続き1880年制定の旧刑法に堕胎罪が盛り込まれた歴史がある。

## 概説

### 保護法益
胎児を保護するとともに、間接的に母体の保護も目的としている。

### 客体
本罪の客体は「胎児」である。「胎児」とは着床し懐胎されているヒトを指す。日本の刑法上の通説・判例は人の始期について一部露出説をとる。したがって、胎児の体の一部が母体から体外へ出た段階で殺人罪の客体たる「人」となり、以後、殺人罪で処断されることになる。

### 行為
本罪の行為は「堕胎」である。「堕胎」とは自然の分娩期に先立って人為的に胎児を母体から分離することをいい、その結果として胎児が死亡するか否かは犯罪の成立に影響しない（大判明治42年10月19日刑録15輯1420頁）。

### 母体保護法による違法性阻却
都道府県の区域を単位として設立された公益社団法人たる医師会の指定する医師が母体保護法（以前は優生保護法）14条に基づいて行う堕胎は罰せられない。
現在では多胎妊娠の際行われることのある減数手術もこれに準ずるとされ罰せられない。そのため、刑法の堕胎に関する規定は不同意堕胎・同未遂・同致死傷罪を除き死文化しつつあるともいわれるが、「殺人罪や傷害罪の客体としての"人"には原則として胎児が含まれない」と解釈するための有力な根拠となるという点において意味を有している。
函館地裁平成26年6月5日判決では、診療所において被告による羊水検査を受けた原告及びその夫が，その検査結果報告に誤りがあったために原告は中絶の機会を奪われてダウン症児を出産し、同児は出生後短期間のうちにダウン症に伴う様々な疾患を原因として死亡したため、その主張を認め不法行為ないし診療契約の債務不履行に基づき、それぞれに損害賠償金の一部である500万円及び損害遅延金の支払いを認めた。その過程において、障害児の堕胎は経済及び母体の健康的理由に該当しないことについても触れられており、現行法上は出生前診断で障害の可能性がわかっただけでは中絶はできない。
日本では、2023年度厚労省公表で126,734件の中絶件数がある。
2024年11月の国連の女性差別撤廃委員会（CEDAW）が出した対日審査の最終見解では、人工妊娠中絶で配偶者の同意を必要とする規定の削除が求められた。中絶を巡り配偶者の同意要件があるのは世界203か国のうち、法的に規定している国・地域は日本を含む、台湾、インドネシア、トルコ、サウジアラビア、シリア、イエメン、クウェート、モロッコ、アラブ首長国連邦、赤道ギニア共和国の11か国・地域となっている。訴訟を恐れる医師により本人が望まない妊娠の継続が強要され、結果、未婚女性が妊娠時の相手の同意が得られず病院から中絶を断られ続けて公園での出産と嬰児遺棄に至った事件が起こっている。医師は配偶者同意がない中絶に対し、損害賠償が夫側に認められた訴訟もある。

## 自己堕胎罪
堕胎罪は母体の安全も保護法益とするため、女子自身の行為は法定刑が軽減されている。本罪は「妊娠中の女子」を主体とする身分犯である。

## 同意堕胎及び同致死傷罪
女子の嘱託または承諾のある行為については、それがない行為と比べて法定刑は若干軽減される。

## 業務上堕胎及び同致死傷罪
女子の嘱託または承諾がある場合においての医師など一定の身分を有する者の堕胎行為を重く処罰する規定である。「医師、助産師、薬剤師又は医薬品販売業者」を主体とする身分犯である。

## 不同意堕胎罪
不同意堕胎罪は1998年以降、2010年時点で未遂と致死傷を含めても6件しか適用例が無い。

## 不同意堕胎致死傷罪
不同意堕胎罪を基本犯とする結果的加重犯である。

## 判例
交際相手の20代女性に無断で堕胎手術を行い、刑法第216条の不同意堕胎致傷罪に問われた医師が岡山地裁で2021年2月実刑判決となった。

## 海外
韓国では2019年4月11日に中絶を禁止した同国の刑法を憲法違反との判決を下した。